# دستور زبان ترکی استانبولی
دستور زبان ترکی استانبولی (به ترکی استانبولی: Türkçe dil bilgisi)، که زین پس در این مقاله به‌سادگی ترکی خوانده می‌شود، دستور زبان ترکی معیار است آن‌طور که اهالی تحصیل‌کردهٔ جمهوری ترکیه به آن صحبت می‌کنند یا می‌نویسند.
ترکی زبانی شدیداً پیوندی است، چنان‌که قسمت زیادی از دستور این زبان از راه اضافه کردن پسوند به اسم‌ها یا فعل‌ها توضیح داده می‌شود.  مثلاً evlerden «از خانه‌ها» چنین تحلیل می‌شود: ev «خانه»، ‎-ler (نشانهٔ جمع)، ‎-den (حالت ازی، به معنی «از»). تحلیل gidiyorum «می‌روم» چنین است: git «رو»، ‎-iyor (زمان حال استمراری)، ‎-um (اول شخص مفرد = «-م»)
مشخصهٔ دیگر ترکی هماهنگی واکه‌ای است. اکثر پسوندها دو یا چهار صورت متفاوت دارند و انتخاب از بین آن‌ها به واکهٔ ریشهٔ کلمه یا پسوند قبلی وابسته است: مثلاً حالت اَزیِ evler می‌شود evlerden «از خانه‌ها» ولی حالت ازی başlar «سرها» می‌شود başlardan «از سرها».
افعال در ترکی شش شخص (سه شخص مفرد و سه شخص جمع)، چندین جهت (معلوم و مجهول، انعکاسی، دوسویه، و سببی) و زمان‌های دستوری متعدد دارند. مفاهیمی چون «منفی کردن»، «توانستن»، «باید»، و «اگر» که در بسیاری از زبان‌ها با کلمات مجزایی بیان می‌شوند، در ترکی معمولاً به کمک پسوند افعال بیان می‌شوند. مشخصهٔ دیگری از ترکی که در زبان‌های همسایه چون بلغاری و فارسی نیز دیده می‌شود آن است که از پسوند نقلی (در ترکی ‎-miş-‎ یا ‎-müş-‎ یا ‎-mış-‎ یا ‎-muş-‎) معمولاً مفهوم استنتاج مستفاد می‌شود، مثلاً geliyormuşum «[انگار] می‌آمده‌ام».
در این زبان از افعال چندین صفت فعلی (sıfat-fiil) ساخته می‌شود که فراوان کاربرد دارند. بندهایی که در فارسی با «کهٔ ربط» یا «چون» شروع می‌شوند در ترکی معمولاً با کمک این عبارات وصفی بیان می‌شوند.
فعل در ترکی معمولاً در انتهای جمله یا بند قرار می‌گیرد، صفت قبل از موصوف و حرف اضافه بعد از اسم.

## مقدمه

### پسوندها
پسوند (ek) به ستاک (gövde) متصل می‌شود. ستاک خود می‌تواند ریشه باشد (kök) یا هنوز بیشتر تجزیه‌پذیر باشد. پسوندها در زبان ترکی به‌صورت کلی در دو دسته جای می‌گیرند: پسوندهای سازنده (yapım ekleri) و پسوندهای تصریفی (çekim ekleri). پسوند سازنده کلمهٔ جدیدی از کلمهٔ قدیم می‌سازد، یعنی از نوع پسوند اشتقاقی است. پسوند تصریفی نشان می‌دهد یک کلمه چگونه در جمله استفاده می‌شود. این مقاله که دربارهٔ دستور زبان است عمدتاً به پسوندهای تصریفی می‌پردازد. در عوض، مقالهٔ واژگان ترکی استانبولی به پسوندهای سازنده می‌پردازد.
واکه‌های پسوندها تحت هماهنگی واکه‌ای قرار می‌گیرند. وقتی پسوند به ستاک وصل می‌شود، واکهٔ پسوند معمولاً از لحاظ پیشینی یا پسینی و گردشدگی واکه با آخرین واکهٔ ستاک یا آخرین واکهٔ پسوند قبلی هماهنگ است.
برخی پسوندها هماهنگی واکه‌ای دوتایی بین e و a نشان می‌دهند، مثلاً پسوند جمع ‎-ler/‎-lar. صورت e بعد از هجایی قرار می‌گیرد که i یا e یا ö یا ü داشته باشد (مثلاً evler «خانه‌ها»، günler «روزها») و نیز بعد از برخی وام‌واژه‌های عربی یا فرانسوی مثل saatler «ساعت‌ها»، kalpler «قلب‌ها». بقیهٔ پسوندها هماهنگی واکه‌ای چهارتایی بین i و ı و u و ü نشان می‌دهند، مثلاً ضمیر ملکی ‎-im/‎-ım/‎-um/‎-üm «-م». این ضمایر پس از هجاهایی دیده می‌شوند که شامل همان واکه یا به ترتیب e و a و o و ö باشند (مثلاً evim «خانه‌ام»، gözüm «چشمم» و غیره).
در ترکی اگر واکهٔ پسوندی تحت هماهنگی واکه‌ای قرار گیرد بدین معنی که با آخرین واکهٔ ستاکی که به آن وصل می‌شود هماهنگ شود، آن پسوند را می‌توان پی‌بست خواند.

### جنس
زبان ترکی از لحاظ جنس دستوری به استثنای چند واژهٔ معدود (اغلب اسم مشاغل یا جنس‌های مختلف دام‌ها) خنثی است. بسیاری از اسامی کسان در ترکی نیز به جنسیت خاصی تعلق ندارند، بنابراین کاملاً محتمل است که در زبان ترکی به شخصی اشاره شود بدون اینکه هویت جنسیتی‌اش معلوم شود.

### شخص
در ترکی تمایز T–V شدید است و همچون فارسی و بسیاری از زبان‌های دیگر چون فرانسوی، در موقعیت‌های رسمی به جای دوم شخص مفرد از دوم شخص جمع استفاده می‌شود.
همچنین میزان استفاده از القاب در این زبان زیاد است.

#### تمایز T–V
اعضای خانواده و دوستان در زمان گفت‌و‌گو با یکدیگر و نیز بزرگسالان در خطاب به بچه‌ها، ضمیر دوم شخص مفرد یعنی sen را به‌کار می‌برند. در موقعیت‌های رسمی (دیدار افراد برای اولین بار، سر کار، رابطهٔ مشتری–فروشنده، و بین همکاران) تقریباً منحصراً از ضمیر دوم شخص جمع یعنی siz استفاده می‌کنند. در موقعیت‌های خیلی رسمی ممکن است از ضمیر دوم شخص جمع‌الجمع یعنی sizler در خطاب به فرد بسیار مورد احترام استفاده کنند. گهگاه همچون فارسی از صیغهٔ سوم شخص جمع فعل (ولی نه ضمیرش) برای رساندن نهایت احترام در اشاره به شخص مفرد (مثلاً در اشاره به پیامبر) استفاده می‌کنند. افعال در وجه امری سه صورت دارند: دوم شخص مفرد برای موقعیت‌های غیررسمی، دوم شخص جمع برای موقعیت‌های رسمی، و دوم شخص جمع‌الجمع برای موقعیت‌های خیلی رسمی. در نتیجه صورت‌های وجه امری فعل gelmek «آمدن» از قرار زیرند: gel (دوم شخص مفرد، غیررسمی)، gelin (دوم شخص جمع، رسمی)، و geliniz (دوم شخص جمع‌الجمع، خیلی رسمی).

#### القاب
القاب ترکی اغلب بعد از اسم کوچک قرار می‌گیرند، مخصوصاً اگر به جنسیت یا جایگاه اجتماعی خاصی اشاره کنند مثلاً Ali Bey (آقا)، Zeynep Hanım (خانم)، Zeynep Öğretmen (معلم). این دست القاب هم در موقعیت‌های رسمی به کار می‌روند و هم در موقعیت‌های غیررسمی. لقب جدیدتر Sayın نیز هست که قبل از نام خانوادگی یا نام کامل شخص قرار می‌گیرد و از لحاظ جنسیت خنثی است (مثلاً Sayın Name Surname یا Sayın Surname یا Sayın Name Bey/Hanım). این لقب معمولاً در موقعیت‌های خیلی رسمی به کار می‌رود. قبل از اسامی خارجی Bay (آقا) یا Bayan (خانم) قرار می‌گیرد مثلاً Bay [Fox] Mulder و Bayan [Dana] Scully.

### اصطلاح‌شناسی ترکی
در اصطلاحات ترکی برای پایانه‌های سازنده و تصریفی، سه ریشه دخیل هستند:
- ek «وند» (قابل توجه است که ترکی پیشوند ندارد)
- yap-‎ «ساز»
- çek-‎ «کش»

پسوند سازندهٔ ‎-im را می‌توان به دو ریشهٔ فعلی آخر افزود تا از آن‌ها اسم ساخته شود.
- yapım «ساخت»؛
- çekim «کشش».

هر دوی این اسامی را می‌توان با اسم ek ترکیب کرد تا اضافهٔ نامعین (belirtisiz tamlama) ساخت که نشانه‌اش پسوند تصریفی ‎-i است که به ek اضافه می‌شود.
- yapım eki «پسوند ساختی»؛
- çekim eki «پسوند کششی».

پسوند تصریفی ‎-ler قبل از ‎-i قرار می‌گیرد تا جمع بسازد، و به این ترتیب yapım ekleri و çekim ekleri پدید می‌آیند.
بسیاری از کلمات در ترکی — مخصوصاً اصطلاحات زبان‌شناسی — نوواژگانی هستند که برای جایگزین کردن لغات عربی و فارسی ابداع شده‌اند و اکثراً به طرز موفقیت‌آمیزی لغات قبلی و خارجی را پس زده‌اند (در این باره مقالهٔ زبان ترکی استانبولی را ببینید). در برخی موارد، اصطلاح خارجی هنوز در کنار نوواژه به کار می‌رود.

## اجزای کلام
ترکی ۹ مقولهٔ واژگانی (söz türleri «طورهای کلمه») دارد:
- اسم (isim یا ad «اسم»)؛
- ضمیر (zamir یا adıl از ad)؛
- صفت (sıfat یا önad «پیش‌اسم»)؛
- فعل (fiil یا eylem «کنش» از eyle‎- «کردن»)؛
- قید (zarf «ظرف» یا belirteç از belir‎- «تبلور کردن»)؛
- حرف اضافه (ilgeç از ilgi «علاقه»)؛
- حرف ربط (bağlaç از bağ «ربط»)؛
- ادات (edat «ادات» یا ilgeç)؛
- حرف ندا (nidâ [منسوخ] یا ünlem از ün «شهرت»).

حروف اضافه را می‌توان نوعی ادات در نظر گرفت، اما ادواتی در ترکی هست که از نوع حرف اضافه نیست.
در ترکی فقط اسم‌ها، ضمیرها، و فعل‌ها صرف می‌شوند. با صفت معمولاً می‌توان چون اسم یا ضمیر رفتار کرد، که در این صورت صفت نیز می‌تواند صرف شود. اسم با تصریف می‌تواند ویژگی‌های یک فعل چون شخص یا زمان را بگیرد. فعل با تصریف به یکی از موارد زیر تبدیل می‌شود:
- اسم فعلی (isim-fiil)
- صفت فعلی (sıfat-fiil) یا وجه وصفی (ortaç)
- قید فعلی (zarf-fiil)

این موارد ویژگی‌های غریبی دارند که سایر اسامی، صفت‌ها یا قیدها ندارند؛ مثلاً برخی از صفت‌های فعلی همچون فعل شخص دارند. همچنین اسم‌های فعلی و نیز قیدهای فعلی می‌توانند مفعول مستقیم داشته باشند. برخی از اسم‌های فعلی در ترکی صرف نشده‌اند بلکه از عربی یا سایر زبان‌ها وام گرفته شده‌اند.
در ترکی، یک بند می‌تواند صرفاً از یک کلمه تشکیل شود که به‌تنهایی به‌عنوان مسند حضور دارد و در آن مسندالیه و محمول (فعل اسنادی) به‌صراحت ذکر نشده‌اند و از موقعیت دریافت می‌شوند، مثلاً
- köpek – «سگ»
- Köpek.‎ – «سگ است.»

این بدان معنی است که هم اسم و هم فعل می‌توانند به‌تنهایی در ترکی یک بند مثبت تشکیل دهند. در فارسی فقط یک فعل می‌تواند به‌تنهایی یک جمله تشکیل دهد.
برای فهرست کردن لغات در فرهنگ‌های لغت دو استاندارد هست: اکثر فرهنگ‌های لغت از روش سنتی فهرست کردن صورت مصدری افعال پیروی می‌کنند، اما برخی دیگر چون فرهنگ لغت ترکی به انگلیسی ردهاوس فنی‌تر عمل کرده‌اند و در عوض ستاک فعل را فهرست کرده‌اند، یعنی عنوان مدخل را رشته‌ای از حروف قرار داده‌اند که با استفاده از قواعد واج‌شناختی می‌توان همهٔ صورت‌های دیگر فعل را از آن‌ها تولید کرد. این مقاله نیز از همین روش اخیر پیروی می‌کند:
- مصدر: koşmak «دویدن»
- ستاک: koş-‎ «دو»
- ستاک فعلی در ترکی وجه امری دوم شخص مفرد نیز هست (در فارسی نیز در زمان حال چنین است). مثلاً

koş-‎ (معنی ستاک «دو»)
Koş!‎ «بدو!»
بسیاری از افعال با اضافه کردن ‎-le به اسامی به وجود می‌آیند؛ مثلاً
köpek – «سگ»
köpekle – «شنای سگی کردن»
زمان گسترده (geniş zaman) فعل با افزودن ‎-(i/e)r ایجاد می‌شود. اسم نیز با افزودن پسوند ‎-ler جمع بسته می‌شود. در نتیجه، پسوند ‎-ler هم می‌تواند نشان‌دهندهٔ اسم جمع باشد و هم فعل.
Köpek + ler – «سگ (هستند).»
Köpekle + r – «او سگی شنا می‌کند.»
با اکثر صفت‌ها می‌توان همچون اسم یا ضمیر رفتار کرد؛ مثلاً genç می‌تواند هم به معنی «جوان» باشد، هم «فرد جوان»، و هم «فرد جوان مورد اشاره».
صفت و اسم می‌توانند به‌عنوان توصیف‌کننده قبل از اسم قرار گیرند. اگر توصیف‌کننده اسم باشد (ولی نه اسم جنس)، اسم دوم پسوند تصریفی ‎-i می‌گیرد.
ak diş – «دندان سفید»
altın diş – «دندان طلایی»
köpek dişi – «دندان نیش»
مقایسهٔ صفت‌ها با تصریف صفت یا قیدها انجام نمی‌شود، بکه روش دیگری دارد که در ذیل توضیح داده خواهد شد.
صفت‌ها را می‌توان در نقش قید به کار برد، گاهی با تکرار کردن آن‌ها:
yavaş – «یواش»
yavaş yavaş – «یواش یواش»

## آرایش جمله
قاعدهٔ کلی دربارهٔ ترتیب کلمات در ترکی این است که توصیف‌گر پیش از توصیف‌شده می‌آید.
- صفت (در حالت انتساب) قبل از اسم می‌آید؛
- قید قبل از فعل می‌آید؛
- مفعول حرف اضافه قبل از حرف اضافه قرار می‌گیرد.

هرچند رایج‌ترین آرایش برای جملات گذرای ترکی فاعل–مفعول–فعل است، هر شش آرایش ممکن هستند (فاعل و مفعول با پسوندِ حالتْ مشخص می‌شوند). آرایش جمله در خدمت بیان مبتدا و خبر جمله است. مبتدا که در ابتدای جمله قرار می‌گیرد موضوع جمله را مشخص می‌کند و جایگاه بلافاصله قبل از فعل برای بیان خبر استفاده می‌شود. جایگاه بعد از فعل برای زمینه‌سازی یا توضیحات اضافه به کار می‌رود.
جملات پایینی نشان می‌دهند چگونه آرایش‌های مختلف معنای جمله را تغییر می‌دهند.
| آرایش جمله     | ترکی             | تحت‌اللفظی         | فارسی               | توضیحات                             |
| -------------- | ---------------- | ----------------- | ------------------- | ----------------------------------- |
| فاعل–مفعول–فعل | Ali eve gidiyor. | علی به-خانه می‌رود | علی به خانه می‌رود.  |                                     |
| مفعول–فاعل–فعل | Eve Ali gidiyor. | به-خانه علی می‌رود | علی به خانه می‌رود.  |                                     |
| فاعل–فعل–مفعول | Ali gidiyor eve. | علی می‌رود به-خانه | علی به خانه می‌رود.  |                                     |
| مفعول–فعل–فاعل | Eve gidiyor Ali. | به-خانه می‌رود علی | علی به خانه می‌رود.  | مشابه فاعل–مفعول–فعل (نامرتب بلاغی) |
| فعل–فاعل–مفعول | Gidiyor Ali eve. | می‌رود علی به-خانه | می‌رود علی، به خانه. | نامرتب بلاغی                        |
| فعل-مفعول-فاعل | Gidiyor eve Ali. | می‌رود به-خانه علی | می‌رود به خانه، علی. | نامرتب بلاغی                        |

بسته به اینکه روی کدام کلمه تأکید است معانی شاید فرق کنند.
در یک تحقیق مشخص شد فقط حدود نصف جملات گذرایی که نمونهٔ معینی از ترک‌زبانان استفاده می‌کردند آرایش فاعل–مفعول–فعل داشتند.
هرگاه جمله‌ای حاوی چند جزء خبری باشد، جزئی که رویش تأکید است درست قبل از فعل قرار می‌گیرد.
| ترکی                            | تحت‌اللفظی                        | فارسی                             |
| ------------------------------- | -------------------------------- | --------------------------------- |
| Ali bugün eve arabayla gidiyor. | علی امروز به-خانه با-ماشین می‌رود | امروز علی با ماشین به خانه می‌رود. |
| Ali eve arabayla bugün gidiyor. | علی به-خانه با-ماشین امروز می‌رود | امروز علی با ماشین به خانه می‌رود. |
| Ali arabayla bugün eve gidiyor. | علی با-ماشین امروز به-خانه می‌رود | امروز علی با ماشین به خانه می‌رود. |

## ترتیب تکواژها
ترتیب تکواژها اغلب برعکس فارسی است (اروپا در فارسی به انتها رفته ولی در ترکی در ابتدا مانده):
| ترکی                                         | فارسی                                                  | توضیح             |
| -------------------------------------------- | ------------------------------------------------------ | ----------------- |
| Avrupa                                       | اروپا                                                  |                   |
| Avrupalı                                     | اروپایی                                                | صفت (اروپایی)     |
| Avrupalılaş                                  | اروپایی شدن                                            | (ناگذرا) بن فعل   |
| Avrupalılaştır                               | اروپایی کردن                                           | (گذرا) بن فعل     |
| Avrupalılaştırama                            | نتوانستن اروپایی کردن                                  | بن فعل منفی       |
| Avrupalılaştıramadık                         | نتوانستیم اروپایی کنیم                                 | فعل خودایستا      |
| Avrupalılaştıramadık                         | کسی که نمی‌تواند اروپایی شود                            | اسم               |
| Avrupalılaştıramadıklar                      | کسانی که نمی‌توانند اروپایی شوند                        | جمع               |
| Avrupalılaştıramadıklarımız                  | کسانی که نتوانستیم اروپایی‌شان کنیم                     | ملکی، جمع اول شخص |
| Avrupalılaştıramadıklarımızdan               | از کسانی که نتوانستیم اروپایی‌شان کنیم                  | حالت ازی          |
| Avrupalılaştıramadıklarımızdanmış            | از کسانی که نتوانسته‌ایم اروپایی‌شان کنیم                | ربطی در زمان نقلی |
| Avrupalılaştıramadıklarımızdanmışsınız       | شما از کسانی هستید که نتوانسته‌ایم اروپایی‌شان کنیم      | دوم شخص جمع/رسمی  |
| Avrupalılaştıramadıklarımızdanmışsınızcasına | گویی شما از کسانی هستید که نتوانسته‌ایم اروپایی‌شان کنیم | قید احتمال        |

مثال بالا نشان‌دهندهٔ زایایی پسوندهای ترکی در تولید افعال، اسامی و دیگر کلمات هم هست. توجه کنید که کلمهٔ Avrupalılaştıramadık هم می‌تواند فعل باشد، هم صفت فعلی و هم اسم. در این مثال صفت فعلی است که در نقش اسم به کار رفته.
طولانی‌ترین کلمهٔ منتشرشدهٔ ترکی muvaffakiyetsizleştiricileştiriveremeyebileceklerimizdenmişsinizcesine است که یعنی «گویی شما از کسانی هستید که ظاهراً راحت نخواهیم توانست به ناموفق‌ساز تبدیلشان کنیم» (ناموفق‌ساز: کسی [مثلاً معلمی] که دیگران را بی‌سواد بار می‌آورد تا ناموفقشان کند).

## پسوندهای تصریفی
برای پایانه‌های حالت‌ها § حالت را ببینید:
پسوند جمع (çoğul eki) می‌تواند به اسم‌ها و افعال سوم شخص اضافه شود:
- ‎-ler (هماهنگی واکهٔ پیشینی: e یا i یا ö یا ü)
- ‎-lar (هماهنگی واکهٔ پسینی: a یا ı یا o یا u)

اسم به چند روش از فعل مشتق می‌شود. تعداد روش‌های تشکیل اسم‌های مصدر (fiil isimleri) از ستاک فعل جای بحث دارد. در اینجا سه روش بیان می‌شود:
| توضیح                 | پسوند   |
| --------------------- | ------- |
| مصدر (mastar)         | ‎-mek2   |
| اسم مصدر              | ‎-me2    |
| «نحوهٔ انجام دادن فعل» | ‎-(y)iş4 |
چند مجموعه از پایانه‌ها شخص (kişi) را مشخص می‌کنند؛ اینان به همراه ضمایر شخصی در جدول زیر برای مقایسه آمده‌اند:
| شخص                           | شخص                           | اول      | اول      | دوم      | دوم        | سوم      | سوم      |
| شمار                          | شمار                          | مفرد     | جمع      | مفرد     | جمع        | مفرد/جمع | جمع      |
| ----------------------------- | ----------------------------- | -------- | -------- | -------- | ---------- | -------- | -------- |
| ضمایر شخصی                    | ضمایر شخصی                    | ben      | biz      | sen      | siz        | o        | onlar    |
| پسوندهای ملکی (iyelik ekleri) | پسوندهای ملکی (iyelik ekleri) | -(i)m    | -(i)miz  | -(i)n    | -(i)niz    | -(s)i    | -leri    |
| پایانه‌های شخصی (kişi ekleri)  | اسنادی (I)                    | -(y)im   | -(y)iz   | -sin     | -siniz     | —        | -ler     |
| پایانه‌های شخصی (kişi ekleri)  | فعلی (II)                     | -m       | -k       | -n       | -niz       | —        | -ler     |
| پایانه‌های شخصی (kişi ekleri)  | تمنایی (III)                  | -(y)eyim | -(y)elim | -(y)esin | -(y)esiniz | -(y)e    | -(y)eler |
| پایانه‌های شخصی (kişi ekleri)  | امری (IV)                     |          |          | —        | -(y)in(iz) | -sin     | -sinler  |
نام‌هایی که اینجا روی پایانه‌های شخصی گذاشته شده استاندارد نیستند. این پایانه‌ها اغلب صرفاً انواع I و II و III و IV نامیده می‌شوند.
در سوم شخص، شمار جمع همواره صراحتاً به کار نمی‌رود، و ممکن است صورت‌های یکسان برای شمارهای مفرد و جمع به کار برود. اگر پسوند جمع ‎-ler به کار برود، با شناسه‌های شخصی آن‌طور که در آخرین ستون جدول نشان داده شده ترکیب می‌شود. به عبارت دیگر، پسوند ‎-ler گاه قبل از شناسه می‌آید (‎‎-leri) و گاه بعد از آن (‎-‎sinler).
پسوند ملکی، شخص و شمارِ مالکِ شیءِ نامبرده (که پسوند به آن اضافه می‌شود) را مشخص می‌کند. همچنین نهاد صفت فعلی را مشخص می‌کند (§ مالکیت را ببینید).
پایانهٔ اسنادی می‌تواند شخص را به اسم نسبت دهد و یک جملهٔ کامل ایجاد کند:
insan «انسان» ← İnsanım. «انسان هستم.»
همچنین § اسناد و اسناد در ترکی استانبولی را ببینید.
همهٔ پسوندهای شخصی می‌توانند در تشکیل فعل به کار روند. ستاک فعل قبلاً توضیح داده شده‌است. پایهٔ فعل از اضافه کردن پسوندها یا «مشخصه‌های» مخصوصی که پایین ذکر شده به ستاک فعل به دست می‌آید. سپس پایانه‌های شخصی نوع I و II که در این مقاله «اسنادی» و «فعلی» نامگذاری شده‌اند فقط به پایهٔ فعل می‌چسبند؛ شناسه‌های تمنایی و امری به ستاک فعل اضافه می‌شوند.
| با پایانه‌های اسنادی | استمراری  | استمراری  | -mekte   |
| با پایانه‌های اسنادی | بایستگی   | بایستگی   | -meli    |
| با پایانه‌های اسنادی | گسترده    | مثبت      | -(i/e)r  |
| با پایانه‌های اسنادی | گسترده    | منفی      | -mez     |
| با پایانه‌های اسنادی | گسترده    | ناتوانی   | -(y)emez |
| با پایانه‌های اسنادی | آینده     | آینده     | -(y)ecek |
| با پایانه‌های اسنادی | نقلی      | نقلی      | -miş     |
| با پایانه‌های اسنادی | ناکامل[ج] | ناکامل[ج] | -iyor    |
| با پایانه‌های فعلی   | کامل[چ]   | کامل[چ]   | -di      |
| با پایانه‌های فعلی   | شرطی      | شرطی      | -se      |
هجای اول پسوند زمان ناکامل/حال (‎-iyor) تحت هماهنگی واکه‌ای قرار می‌گیرد ولی هجای دوم چنین نیست. وقتی این پسوند به ستاکی اضافه می‌شود که به واکه ختم شده، آن واکه حذف می‌شود: ye-‎ + ‎-iyor → yiyor. صورت‌های منفی و ناتوانی زمان گسترده در اینجا ارائه شده چون این صورت‌ها سامان‌گریز و بی‌هنجار هستند. توجه کنید که ‎-z در صورت منفی (‎-mez) و صورت ناتوانی (‎-(y)emez) زمان گسترده در اول شخص مفرد و جمع می‌افتد تا بتوان به آن پسوند افزود (اما وقتی حرف پرسشی mi وارد ماجرا می‌شود، باقی می‌ماند؛ پایین را ببینید). (اول شخص مفرد منفی زمان گسترده: ‎-mem؛ اما: سوم شخص جمع ناتوانی زمان گسترده: ‎-(y)emezler.)
همچنین منفی کردن و توانایی ستاک فعل را ذیل § افعال ببینید.
برخی افعال سوم شخص در نقش صفت فعلی نیز عمل می‌کنند:
صفات فعلی اگر پسوند ملکی بگیرند شخصی خوانده می‌شوند و اگر نگیرند غیرشخصی نامیده می‌شوند. پسوندهای زیر به ستاک فعل اضافه می‌شوند:
|        |         | غیرشخصی  | شخصی     |
| ------ | ------- | -------- | -------- |
| گسترده | مثبت    | -(i/e)r  |          |
| گسترده | منفی    | -mez     |          |
| گسترده | ناتوانی | -(y)emez |          |
| ناکامل | ناکامل  | -(y)en   |          |
| آینده  | آینده   | -(y)ecek | -(y)ecek |
| کامل   | کامل    | -miş     | -dik     |
حرف پرسشی (soru eki) به‌عنوان پسوند نوشته نمی‌شود، بلکه از نظر آواشناختی پی‌بست است؛ مخصوصاً که در معرض هماهنگی واکه‌ای قرار می‌گیرد:
- mi (هماهنگی واکه‌ای پیشینی ناگِرد: i، بعد e و i)
- mı (هماهنگی واکه‌ای پسینی ناگرد: ı، بعد a و ı)
- mu (هماهنگی واکه‌ای پسینی گرد: u، بعد o و u)
- mü (هماهنگی واکه‌ای پیشینی گرد: ü، بعد ö و ü)

## اسم‌ها

### تصریف
اسم در ترکی جنس ندارد.
صورت فرهنگ لغتی اسم می‌تواند تا چهار نوع پسوند تصریفی بپذیرد، معمولاً به ترتیب زیر:
1. پسوند جمع؛
2. پسوند مالکیت (iyelik eki از iye «مالک»)؛
3. پایانهٔ حالت؛
4. پسوند شخصی (kişi eki از kişi «شخص»).

پایانهٔ جمع از طریق بود یا نبودش شمار را مشخص می‌کند.

#### شمار
اسم با افزودن ‎-ler یا ‎-lar (بسته به هماهنگی واکه‌ای) جمع بسته می‌شود. با وجود این، وقتی یک عدد همراه اسم است، پسوند جمع معمولاً اضافه نمی‌شود.
| baş      | «سر»                          |
| başlar   | «سرها»                        |
| beş baş  | «پنج سر»، اما                 |
| Beşevler | «پنج‌خانه‌ها» (محله‌ای در بورسه) |
همچنین با استفاده از پایانهٔ جمع می‌توان یک خانواده (که در یک خانه زندگی می‌کنند) را تنها با یک عضو مورد اشاره قرار داد:
| Aliler    | «علی و خانواده‌اش»    |
| teyze     | «خاله»               |
| teyzem    | «خاله‌ام»             |
| teyzemler | «خاله‌ام و خانواده‌اش» |
در مثال بالا، پسوند اول شخص مفرد ملکی قبل از پایانهٔ جمع قرار گرفته، که استثنایی است بر ترتیب پسوندها که بالاتر ذکر شد. با ترتیب معمولی داریم:
teyzelerim «خاله‌هایم»
در صورت رسمی تبریک‌ها و احوالپرسی‌ها، اسم‌هایی که به زمان اشاره دارند جمع بسته می‌شوند.
gün «روز» – İyi günler!‎ «روز بخیر!»
yıl «سال» – Mutlu yıllar!‎ «سال نو مبارک!»

#### مالکیت
همان‌طور که گفته شد، پسوندهای مالکیت شخص (و شمار) مالک شیء نامبرده را مشخص می‌کنند.
|      | اول     | دوم     | سوم   |
| ---- | ------- | ------- | ----- |
| مفرد | -(i)m   | -(i)n   | -(s)i |
| جمع  | -(i)miz | -(i)niz | -leri |

وقتی یکی از پایانه‌های مالکیت به کلمه‌ای اضافه می‌شود، آن کلمه نام مال (ملک، شیء تملک‌شده) است، نه مالک. کلمهٔ مالک، در صورت حضور، پایانهٔ حالت اضافی می‌گیرد.
| مثال         | شرح                                                | ترجمه        |
| ------------ | -------------------------------------------------- | ------------ |
| teyzen       | teyze «خاله» + ‎-n «مال تو»                         | «خاله‌ات»     |
| teyzeniz     | teyze «خاله» + ‎-niz «مال شما»                      | «خاله‌تان»    |
| teyzelerin   | teyze «خاله» + ‎-ler-‎ (پسوند جمع) + ‎-in «مال تو»    | «خاله‌هایت»   |
| teyzeleriniz | teyze «خاله» + ‎-ler-‎ (پسوند جمع) + ‎-iniz «مال شما» | «خاله‌هایتان» |

پایانهٔ جمع دو بار به یک کلمه اضافه نمی‌شود، لذا بروز ابهام ممکن است:
| fikir     | «فکر»                                |
| fikirleri | «فکرشان» یا «فکرهایشان» یا «فکرهایش» |
ابهام را می‌توان با استفاده از #ضمایر رفع کرد.

#### حالت
معمولاً می‌گویند زبان ترکی شش حالت دستوری دارد. پایانه‌های حالت (durum ekleri «پسوندهای موقعیت») قاعده‌مندند و تحت هماهنگی واکه‌ای قرار می‌گیرند.
حرف اضافه ile اغلب به شکل ‎-(y)le به اسم قبلی‌اش جذب می‌شود، و برخی مؤلفان این را حالت ابزاری و بایی تحلیل می‌کنند. از آنجایی که این مورد با سایر حالت‌نماها از چند لحاظ فرق دارد، می‌توان آن را «نشانه‌گر تصریف» دانست ولی نه حالت‌نما. به‌طور خاص، ‎-(y)le برخلاف سایر حالت‌نماها هرگز مؤکد نمی‌شود. همچنین وقتی با ضمایر شخصی، ضمایر اشاره، یا ضمیر پرسشی kim ترکیب می‌شود، آن ضمایر در حالت اضافی می‌آیند، مثلاً kiminle «با که»، نه ‎*kimle.
| حالت        | اسم ترکی                   | پایانه                             | مثال      | مثال       | ترجمه     | ترجمه       |
| ----------- | -------------------------- | ---------------------------------- | --------- | ---------- | --------- | ----------- |
| فاعلی       | yalın («لخت») durum        | -∅-                                | ev «خانه» | adam «مرد» | «خانه»    | «مرد»       |
| مفعولی معین | belirtme («تعیین») durumu  | ‎-(y)ı-‎, ‎-(y)i-‎, ‎-(y)u-‎, ‎-(y)ü-‎     | evi       | adamı      | «خانه را» | «مرد را»    |
| برایی       | yönelme («روی‌آوری») durumu | ‎-(y)a-‎, ‎-(y)e-‎                     | eve       | adama      | «به خانه» | «به مرد»    |
| دری         | bulunma («یافتگی») durumu  | ‎-da-‎, ‎-de-‎, ‎-ta-‎, ‎-te-‎             | evde      | adamda     | «در خانه» | «در/بر مرد» |
| ازی         | çıkma («بیرون‌روی») durumu  | ‎-dan-‎, ‎-den-‎, ‎-tan-‎, ‎-ten-‎         | evden     | adamdan    | «از خانه» | «از مرد»    |
| اضافی       | tamlayan («متمم») eki      | ‎-(n)ın-‎, ‎-(n)in-‎, ‎-(n)un-‎, ‎-(n)ün-‎ | evin      | adamın     | «ـِ خانه»  | «ـِ مرد»     |
| ابزاری      | aracılık («واسطه‌گری») halı | ‎-(y)le-‎, ‎-(y)la-‎                   | evle      | adamla     | «با خانه» | «با مرد»    |

اگر یکی از پسوندهای حالت به ضمیر اشاره (مختوم به o یا u) یا اسمی که قبلاً پسوند ملکی سوم شخص گرفته یا ترکیبی اضافی که در آن کلمهٔ دوم قبلاً پسوند گرفته، متصل شود، قبل از پسوندِ حالت n قرار می‌گیرد و y درون پرانتز دیگر استفاده نمی‌شود؛ مثلاً Türk yemeklerini seviyorum. «غذاهای ترکی را دوست می‌دارم.»
| حالت        | اسم ترکی                   | پایانه                     | مثال         | مثال         | ترجمه       | ترجمه        |
| ----------- | -------------------------- | -------------------------- | ------------ | ------------ | ----------- | ------------ |
| فاعلی       | yalın («لخت») durum        | -∅-                        | evi «خانه‌اش» | adamı «مردش» | «خانه‌اش»    | «مردش»       |
| مفعولی معین | belirtme («تعیین») durumu  | ‎-nı-‎, ‎-ni-‎, ‎-nu-‎, ‎-nü-‎     | evini        | adamını      | «خانه‌اش را» | «مردش را»    |
| برایی       | yönelme («روی‌آوری») durumu | ‎-na-‎, ‎-ne-‎                 | evine        | adamına      | «به خانه‌اش» | «به مردش»    |
| دری         | bulunma («یافتگی») durumu  | ‎-nda-‎, ‎-nde-‎               | evinde       | adamında     | «در خانه‌اش» | «در/بر مردش» |
| ازی         | çıkma («بیرون‌روی») durumu  | ‎-ndan-‎, ‎-nden-‎             | evinden      | adamından    | «از خانه‌اش» | «از مردش»    |
| اضافی       | tamlayan («متمم») eki      | ‎-nın-‎, ‎-nin-‎, ‎-nun-‎, ‎-nün-‎ | evinin       | adamının     | «ـِ خانه‌اش»  | «ـِ مردش»     |

##### حالت مطلق
حالت مطلق ترکیب استفاده‌ها از حالت‌های فاعلی، ندایی، و (تا حدی) مفعولی است. این حالت برای نهاد و نام افراد مورد خطاب استفاده می‌شود. همچنین برای مفعول بی‌واسطهٔ نامعین نیز استفاده می‌شود. مفعول بی‌واسطهٔ معین در حالت مفعولی معین می‌آید.
| şiir          | «شعر»             | (حالت مطلق)                       |
| Şiir okur.    | «شعر می‌خواند.»    | (حالت مطلق، مفعول بی‌واسطهٔ نامعین) |
| Şiir'i' okur. | «شعر را می‌خواند.» | (حالت مفعولی، مفعول بی‌واسطهٔ معین) |

##### حالت برایی
حالت برایی جایی که کار به سمت آن انجام می‌شود را مشخص می‌کند؛ بنابراین، تقریباً معادل حروف اضافهٔ «به» و «برای» و حتی گاهی «در» در فارسی است.
| Birayı                    | buzdolabına | koy.  |
| آبجو-را                   | به-یخچال    | بگذار |
| «آبجو را در یخچال بگذار.» |             |       |
حالت برایی برای مفعول — معمولاً مفعول باواسطه، اما حتی مفعول‌هایی که در فارسی بی‌واسطه در نظر گرفته می‌شوند — هم استفاده می‌شود.
| Güneşin                | batışına | bak. |
| خورشید                 | به-غروبش | بنگر |
| «غروب خورشید را بنگر.» |          |      |
قابل توجه است که اگر در همین ترجمهٔ بالا به جای فعل نگریستن از نگاه کردن استفاده شود، مفعول بی‌واسطهٔ فارسی به مفعول باواسطه تبدیل می‌شود.
«غروب خورشید را بنگر.» ← «به غروب خورشید نگاه کن.»
| Hükümete              | güven.    |
| به-حکومت              | اعتماد-کن |
| «به حکومت اعتماد کن.» |           |

##### حالت دری
حالت دری محل را مشخص می‌کند، بنابراین معادل حروف اضافهٔ «در» و «بر» در فارسی است.
ev «خانه» ← ev'de' «در خانه»
| Buzdolabında                     | dört | bira | var |
| در-یخچال                         | چهار | آبجو | هست |
| «چهار [بطری] آبجو در یخچال است.» |      |      |     |

##### حالت ازی
حالت ازی جایی که کار از سمت آن انجام می‌شود را مشخص می‌کند.
- مواد سازندهٔ چیزها

| kumdan                | yapılmış | kale |
| از-شن                 | ساخته    | قلعه |
| «قلعهٔ ساخته‌شده از شن» |          |      |
- علت چیزها

| açlıktan         | öl   |
| از-گرسنگی        | بمیر |
| «از گرسنگی بمیر» |      |
- چیزهایی که چیزهایی دیگر با آن‌ها مقایسه می‌شوند (قسمت #صفات را ببینید).

##### حالت اضافی
حالت اضافی، مضاف‌الیه (tamlayan «متمِّم، تمام‌کننده» از تامّ عربی) را در یک ترکیب اضافی مشخص می‌کند. کلمهٔ دیگر ترکیب یعنی مضاف (tamlanan «تمام‌شده») پسوند مناسب مالکیت را می‌گیرد. این جفت کلمه‌ها «اضافهٔ معین» (belirtili tamlama) می‌سازند.
| anne            | «مادر»       |
| annesi          | «مادرش»      |
| Ayşe'nin annesi | «مادرِ عایشه» |
(در ترکی قبل از اینکه پسوندی به اسمی خاص اضافه شود، آپاستروف استفاده می‌شود.)
اما اگر دو اسم با هم ترکیب شوند ولی رابطهٔ بین این دو مالکیت نباشد، فقط اسم دوم (که در ترکیب فارسی اسم اول می‌شود) پسوند مالکیت می‌گیرد، بی‌آنکه اسم اول (در ترکیب فارسی اسم دوم) هیچ پسوندی بپذیرد. حاصل اضافهٔ نامعین (belirtisiz tamlama) نامیده می‌شود:
| Türkiye'nin Cumhurbaşkanı | «رئیس‌جمهور ترکیه» (معین) |
| Türkiye Cumhuriyeti       | «جمهوری ترکیه» (نامعین)  |
اگر یکی از اسم‌ها، اسم جنس (ماده) باشد، اسمِ دیگر پسوند نمی‌گیرد:
| nikâh yüzüğü | «حلقهٔ ازدواج» |
| altın yüzük  | «حلقهٔ طلایی»  |
همچنین، حالت اضافی می‌تواند برای مشخص کردن نهاد برخی بندهای متممی یا افزوده به کار رود:
- Annemizin uzak bir semtte oturmasına rağmen, her gün ona uğruyoruz. «اگرچه مادرمان در محله‌ای دور می‌نشیند، هر روز به او سر می‌زنیم.‏»
- Başkanın vermesi gerekiyor.‎ «باید رئیس آن را بدهد.‏»
- Tuğçe bizim Ankara'ya gitmemizi istedi.‎ «طوغچه خواست ما به آنکارا برویم.‏»
- Ben Ali'nin camı kırdığı zamanı biliyordum. «زمانی را که علی شیشه را شکست می‌دانستم.‏»[خ]

##### حالت ابزاری
حالت ابزاری هم وسیلهٔ انجام کار را نشان می‌دهد و هم همراهی (حالت بایی) را.
| Deniz'le konuştuk | «با دنیز صحبت کردیم.»[د] |
| çekiçle vur       | «با چکش بزن»             |
| Onunla konuştuk   | «با او صحبت کردیم.»[ذ]   |

#### اسناد
اگر اسمی باید به صیغهٔ اول شخص یا دوم شخص برود، از یکی از پسوندهای اسنادی (یا پسوندهای شخصی نوع I) استفاده می‌شود.
|      | اول    | دوم    | سوم  |
| ---- | ------ | ------ | ---- |
| مفرد | -(y)im | -sin   | —    |
| جمع  | -(y)iz | -siniz | -ler |

مثال‌ها
dünya «دنیا» ← Dünyayız.‎ «دنیاییم.»
çocuk «بچه» ← Çocuklarsınız.‎ «بچه‌اید.»
در صیغهٔ سوم شخص لازم نیست پسوندی اضافه کرد. با وجود این، می‌توان از پسوند ‎-dir استفاده کرد که گفته می‌شود بازماندهٔ فعل turur «بر جا بودن» است.
همچنین، پسوند جمع را در صیغهٔ سوم شخص می‌توان استفاده کرد.
| Türk یا Türktür       | «ترک است»  |
| Türkler یا Türktürler | «ترک‌اند»   |
| Türklerdir            | «ترک‌هایند» |
چند پسوند را می‌توان با هم ترکیب کرد:
| Evinizdeyim.       |       |      |      |
| ev-‎                | ‎-iniz | ‎-de-‎ | ‎-yim |
| خانه               | -تان  | در   | -م   |
| «در خانه‌تان هستم.» |       |      |      |

### اسامی مصدر
مصدر — که با استفاده از ‎-mek ساخته می‌شود — پسوند ملکی یا پایانهٔ حالت اضافی نمی‌گیرد. اما سایر پایانه‌های حالت‌ها را می‌گیرد. به‌طور خاص، مشخصهٔ استمرار کار با افزودن پایانهٔ مصدر و پایانهٔ حالت دری شکل می‌گیرد.
Konuşmaktayız – «در حال صحبت کردن هستیم.»
Savaşmaktayız – «در حال جنگیدن هستیم.»
با استفاده از ‎-me می‌توان اسم فعلی ساخت که می‌تواند پسوند ملکی یا پایانهٔ هر یک از حالات را بگیرد.
bekle «منتظر باش» ← bekleme «انتظار»: bekleme odası «اتاق انتظار»
| Beklemeniz           | lâzım.   |
| انتظارتان            | لازم-است |
| «باید منتظر بمانید.» |          |
| Sesini                         | duymayı  | seviyorum.  |
| صدایت-را[ر]                    | شنیدن-را | دوست-می‌دارم |
| «دوست دارم صدایت را بشنوم.»[ز] |          |             |
| Ülkemizde                                        | nano | teknolojik | ürünler | üretilmeye   | başlandı. |
| در-کشورمان                                       | نانو | تکنولوژیک  | محصولات | به-ساخته-شدن | شروع-شد   |
| «ساخت محصولات نانوتکنولوژیک در کشورمان شروع شد.» |      |            |         |              |           |
از پسوند ‎-iş نیز می‌توان برای ساختن اسم فعلی استفاده کرد:
| فعل                                     | اسم                |
| --------------------------------------- | ------------------ |
| yürü-‎ «راه رفتن»                        | yürüyüş «پیاده‌روی» |
| yağ-‎ «باریدن»                           | yağış «بارش»       |
| al-‎ «برداشتن» + ver-‎ «دادن»             | alışveriş «خرید»   |
| yara-‎ «به کار آمدن»، yaratıl-‎ «خلق شدن» | yaratılış «خلقت»   |
فعل ‎et- «کردن» را می‌توان فعل کمکی در نظر گرفت، زیرا اغلب در کنار اسم‌های فعلی وام‌گرفته‌شده از سایر زبان‌ها چون عربی استفاده می‌شود:
- kabul et-‎ «قبول کردن»؛
- reddet-‎ «رد کردن»؛
- ziyaret et-‎ «زیارت کردن».[ژ]

این کلمات روی هم یک فعل گذرا محسوب می‌شوند، اما اسم آن‌ها می‌تواند خودش به تنهایی مفعول بی‌واسطه نیز بگیرد:
Antalya'yı ziyaret «زیارت آنتالیا».
پسوند ‎-meden به نظر اسم فعلی در حالت ازی می‌آید، اما معمولاً قید است و معنی «بدون» را می‌رساند. بخش #قیدها را ببینید.
مصدر در حالت مطلق می‌تواند مفعول یک فعل مثلاً iste-‎ «خواستن» باشد:
Kimi eğitime devam etmek,‎
«بعضی به-آموزش دوام کردن»
kimi de çalışmak istiyor.‎
«بعضی هم کار-کردن می‌خواهد»
که یعنی، «برخی می‌خواهند ادامه تحصیل دهند و برخی هم کار کنند». توجه کنید که در اینجا فعل مرکب devam et-‎ «ادامه دادن» مفعول بی‌واسطه نمی‌گیرد، بلکه متممی در حالت برایی می‌گیرد.
روش دیگر برای بیان اجبار (جز استفاده از لغت lâzım که در مثال بالا آمده) استفاده از لغت zor «زور» به اضافهٔ یک مصدر است.
Gitmek zoru «رفتن زورش»،
Gitmek zorundayız رفتن در-زورش-یم «باید برویم».
در گفتاورد زیر، هم مصدر و هم اسم فعلی در نقش مفعول حرف اضافهٔ için «برای» به کار رفته‌اند.
| Tesis yetkilileri, "Bölge insanları genelde tutucu. Sahil kesimleri yola yakın olduğu için rahat bir şekilde göle giremiyorlar. Biz de hem yoldan geçenlerin görüş açısını kapatmak hem de erkeklerin rahatsız etmemesi için paravan kullanıyoruz" dedi. Ancak paravanın aralarından çocukların karşı tarafı gözetlemeleri engellenemedi. | مؤسسه مسئولانش «منطقه انسان‌هایش در-عموم سنتی. ساحل قسمت‌هایش به-جاده نزدیک بودنش برای راحت یک در-شکل به-دریاچه نمی‌توانند-وارد-شوند. ما هم هم از-جاده گذرنده‌ها دید زاویه‌اش-را بستن و هم مردان ناراحت نکردنش برای پردینه استفاده-می‌کنیم» گفت. فقط پردینه از-منفذهایش بچه‌ها مقابل طرفش دید-زدن‌هایشان نتوانست-مانع-شد. |

ترجمهٔ سلیس‌تر متن بالا چنین است:

مسئولان مؤسسه گفتند: «اهالی این منطقه [شهر ادرمیت] عموماً سنتی‌اند. آن‌ها نمی‌توانند به شکلی راحت وارد دریاچه شوند، چون ساحل نزدیک جاده است. ما نیز هم برای بستن زاویهٔ دید رهگذران جاده و هم اینکه مردان نتوانند ناراحتی ایجاد کنند از پردینه استفاده می‌کنیم» با وجود این، نمی‌توان جلو بچه‌ها را گرفت تا از منافذ پردینه به آن طرف دید نزنند.

### افعال کمکی
برخی افعال در ترکی به معنی دیگر افعال می‌افزایند یا با چسبیدن به اسم، فعل می‌سازند. این افعال کمکی خوانده می‌شوند. فهرست زیر خلاصه‌ای از این افعال است.
افعالی که به اسامی می‌چسبند تا فعل‌های جدید تولید کنند:
- etmek «کردن»
- olmak «بودن»
- kılmak «ساختن»
- eylemek «نمودن»

مثال‌ها
- farz «فرض» ← farz etmek «فرض کردن»
- hak «حق» ← hak etmek «حق داشتن»
- af «عفو» ← affetmek «عفو کردن»
- kayıp «غیب» ← kaybetmek «گم کردن»
- terk «ترک» ← terk etmek «ترک کردن»
- arz «عرض» ← arz etmek «عرض کردن»

وقتی فعل در کنار اسم قرار می‌گیرد، اگر ریشهٔ اسم تغییر شکل دهد (مثل تبدیل af به aff یا kayıp به kayb)، فعل به اسم می‌چسبد وگرنه جدا نوشته می‌شود. این کلمات اغلب وام‌واژه‌های عربی هستند که در این فرایند به شکل اصیلشان تبدیل می‌شوند.
در کلمات ترکی، دو همخوان در یک هجا به یک واکه برای تلفظ شدن نیاز دارند. استثنائاتی در میان وام‌واژه‌ها هست، اما آن‌هایی که شکل اصیلشان را از دست داده‌اند رایج‌ترند. این فرایند به دو شکل انجام می‌شود:
- اگر کلمه‌ای به دو همخوان یکسان ختم شود، یکی از آن‌ها می‌افتد؛ مثلاً hall «حالّ» می‌شود hal و aff «عفو» می‌شود af.
- اگر هجا به دو همخوان متفاوت ختم شود، یک واکه بین آن‌ها قرار می‌گیرد؛ مثلاً hükm «حکم» می‌شود hüküm.
  - استثنا: کلماتی که به nk یا rt یا rk ختم می‌شوند، مثل taht «تخت»، renk «رنگ»، kart «کارت» واکه نمی‌گیرند. اکثر اینان وام‌واژه‌های فارسی یا زبان‌های غربی هستند، اما ذوق عربی نیز میانشان هست: zevk.

مثال‌ها
| اسم و فعل کمکی | فعل                    | توضیحات                                    |
| -------------- | ---------------------- | ------------------------------------------ |
| kayıp + etmek  | kaybetmek «گم کردن»    | kayıp «غیب» در اصل kayb بوده، وام‌واژهٔ عربی |
| haciz + etmek  | haczetmek «توقیف کردن» | haciz «حجز» در اصل hacz بوده، وام‌واژهٔ عربی |
| haz + etmek    | hazzetmek «حظ کردن»    | haz «حظّ» در اصل hazz بوده، وام‌واژهٔ عربی    |

افعالی که با افعال دیگر می‌آیند و به معنای آن‌ها می‌افزایند:
- ‎-(i)vermek (مفهوم سرعت را می‌رساند)
- ‎-(e)bilmek (مفهوم توانستن را می‌رساند)
- ‎-(e)durmak (مفهوم تداوم را می‌رساند)
- ‎-(e)gelmek (مفهوم تکرار را می‌رساند)
- ‎-(a)kalmak (مفهوم ماندن را می‌رساند)
- ‎-(e)yazmak (مفهوم در رفتن را می‌رساند)

مثال‌ها
- düş-‎ (افتادن) ← düşeyazdım (نزدیک بود بیفتم)
- git-‎ (رفتن) ← gidiverdim (سریع رفتم)
- yavaşla-‎ (یواش کردن) ← yavaşlayabilirim (می‌توانم یواش کنم)
- yaz-‎ (نوشتن) ← yazaduruyorlar (به نوشتن ادامه می‌دهند)
- söylen-‎ (گفته شدن) ← söylenegelir (مدام گفته می‌شود)

## صفات
صفات اگر در نقش انتسابی به کار روند قبل از اسم می‌آیند و اگر در نقش اسنادی به کار روند بعد از اسم می‌آیند، مگر آنکه چیزی جز آرایش جمله مشخص کند صفت در نقش اسنادی به کار رفته‌است.
| انتسابی | yeşil çim       | «چمن سبز»      |
| اسنادی  | Çim yeşil(dir). | «چمن سبز است.» |
| اسنادی  | Yeşildir çim.   | «چمن سبز است.» |

### صفات بیانی
اکثر صفات فرهنگ‌های لغت بیانی هستند. دو صفت بیانی که از همه پایه‌ای‌تر هستند در زیر آمده‌اند:
- var «هست»
- yok «نیست»

این صفات فقط در نقش اسنادی به کار می‌روند:
- معادل «بودن» یا «نبودن» در فارسی

| Gökte bir bulut yok.  |     |       |      |
| Gökte                 | bir | bulut | yok  |
| در-آسمان              | یک  | ابر   | نیست |
| «ابری در آسمان نیست.» |     |       |      |
- معادل «داشتن» یا «نداشتن» در فارسی

| Balcının var bal tası, oduncunun var baltası. |      |     |      |           |      |         |
| Balcının                                      | var  | bal | tası | oduncunun | var  | baltası |
| عسل‌فروش                                       | دارد | عسل | طاسش | هیزم‌فروش  | دارد | تبرش    |
| «عسل‌فروش کاسهٔ عسل دارد و هیزم‌فروش تبر.»       |      |     |      |           |      |         |
(عبارت بالا ضرب‌المثل است. ترتیب کلمات در آرایشی طبیعی‌تر چنین خواهد بود: Balcının bal tası var, oduncunun baltası var.‎)

### صفات نامعین
عدد شمارشی bir «یک» را می‌توان به‌عنوان نشانهٔ نکره استفاده کرد. آرایش جمله در معنی اثر می‌گذارد:
güzel bir gün – «روزی خوب»
bir güzel gün – «یک روز خوب»
صفت hiç «هیچ» نیاز به کلمه‌ای دیگر دارد که مفهوم منفی بودن را برساند، مگر در مواقعی که این کلمه تک‌وتنها به کار می‌رود و مابقی جمله به قرینهٔ معنوی حذف می‌شود.
| Hiç param yok.    |       |      |
| Hiç               | param | yok  |
| هیچ               | پولم  | نیست |
| «هیچ پولی ندارم.» |       |      |
| Hiçbir adam ada değildir. |      |       |          |
| Hiçbir                    | adam | ada   | değildir |
| هیچ‌یک                     | مرد  | جزیره | نیست     |
| «هیچ مردی جزیره نیست.»    |      |       |          |
مقایسه کنید:
- Bir şey görüyorum.‎ – «چیزی می‌بینم.»
- Hiçbir şey görmüyorum.‎ – «هیچ‌چیزی نمی‌بینم.»

### مقایسه
در مقایسهٔ مثبت، مفعول حالت ازی می‌گیرد. استفاده از قید daha «تر» اختیاری است، مگر آنکه مفعول نیامده باشد.
| tüyden (daha) hafif |        |       |
| tüyden              | (daha) | hafif |
| از-پر               | (تر)   | خفیف  |
| «سبک‌تر از پر»       |        |       |
در مقایسهٔ منفی (که در فارسی رایج نیست)، ذکر قید az «کم» لازم است. مفعول همچنان در حالت ازی خواهد بود و استفاده از قید daha نیز ممکن است.
| kurşundan (daha) az ağır |        |    |       |
| kurşundan                | (daha) | az | ağır  |
| از-سرب                   | (تر)   | کم | سنگین |
| «کمتر از سربْ سنگین»[س]   |        |    |       |
درجهٔ عالی با قید en «ترین» بیان می‌شود.
| en büyük yalancı  |       |         |
| en                | büyük | yalancı |
| ترین              | بزرگ  | دروغگو  |
| «بزرگ‌ترین دروغگو» |       |         |
| en az güvenilir |    |           |
| en              | az | güvenilir |
| ترین            | کم | معتبر     |
| «کم‌اعتبارترین»  |    |           |

### صفات فعلی
در بخش #اجزای کلام گفته شد که صفات فعلی (sıfat-fiiller) به دو دسته تقسیم می‌شوند:
- شخصی، اگر پسوند ملکی بگیرند؛
- غیرشخصی، اگر نگیرند.

در صفات فعلی شخصی، پسوند ملکی نهاد فعل داخلی را مشخص می‌کند؛ اگر این مالک سوم شخص باشد، مالک را می‌توان با آوردن اسم در حالت اضافی مشخص‌تر کرد.
اسمی که با صفت فعلی توصیف می‌شود خود می‌تواند مفعول بی‌واسطهٔ فعل داخلی باشد؛ هرچند رابطه می‌تواند گنگ‌تر باشد.
اسمی که با صفت فعلی غیرشخصی توصیف می‌شود معمولاً فاعل فعل داخلی است.
زمان گسترده (geniş zaman) برای اعمال عادتی به کار می‌رود و زمان حال (şimdiki zaman) برای اعمالی که همچنان ادامه دارند یا به آن‌ها فکر می‌شود.

#### گسترده
| - akarsu - çıkmaz - inilir - sürdürülebilir turizm | «آب جاری»، از ak- (جاری شدن) «بن‌بست»، از çik- (خارج شدن) «پیاده‌شوی» (نوشتهٔ روی در عقبی اتوبوس‌ها)، از in- (پیاده شدن) «گردشگری‌ای که می‌تواند طول بکشد»، یا همان «گردشگری پایا»، از sür- (طول کشیدن) |

#### حال
| Silahları çekip havaya ateş açan AKP'liler hakkında yasal işlem başlatılmadı. | سلاح‌ها-را بیرون‌کشنده به-هوا آتش گشاینده اعضای-AKP درباره قانونی عملیات آغازانده-نشد. |

که ترجمهٔ سلیس آن می‌شود، «فرایند قانونی علیه اعضای حزب عدالت و توسعه که سلاح‌ها را بیرون کشیده و در هوا آتش گشوده بودند آغاز نشد». برای ‎-ip #قیدها را ببینید.
| Geçen hafta | هفتهٔ گذرنده |

که یعنی «هفتهٔ گذشته».

#### آینده
| - gelecek hafta - okuyacağım bir kitap - okunacak bir kitap | «هفتهٔ آینده»، «کتابی که خواهم خواند»، از oku- (خواندن) «کتابی که خوانده خواهد شد»، از okun- (خوانده شدن) |

#### گذشته/حال
| - okunmuş bir kitap - okuduğum bir kitap - Yaşamın bittiği yer'de hayat | «کتاب خوانده‌شده» «کتابی که خوانده‌ام/ می‌خوانم» «حیات در سرزمینی که زندگی پایان می‌یابد»، از bit- (پایان یافتن) |

صفت فعلی شخصی را می‌توان به‌عنوان اسم تعبیر کرد و همراه اسامی مصدر استفاده کرد

| Çocukların yüzde 68'i evinin ihtiyaçlarına katkıda bulunmak, yüzde 21'i ailesi istediği için, yüzde altısı iş öğrenmek ve meslek edinmek için, yüzde 4'ü ihtiyaçlarını karşılamak için çalışıyor. | بچه‌ها درصد ۶۸شان خانه برای-احتیاجاتش در-کمک یافته-شدن، درصد ۲۱شان خانواده‌اش خواسته برای، درصد شش‌شان شغل یاد-گرفتن و مسلک گرفتن برای، درصد ۴شان احتیاجاتش-را تقبل-کردن برای کار-می‌کند. |

که یعنی، «۶۸ درصد بچه‌ها برای برآوردن احتیاجات خانواده‌شان، ۲۱ درصدشان به دلیل خواست خانواده، ۶ درصدشان به دلیل یادگیری شغل یا حرفه، و ۴ درصدشان برای رفع نیازهای [خود] کار می‌کنند.»
جملهٔ زیر که تیتر یکی از روزنامه‌هاست ۲۲ کلمه دارد: ۹ کلمهٔ مشتق از افعال، که از این بین ۴ تایشان صفت فعلی هستند و ۳ تا اسم فعلی. همچنین به کاربرد کلمهٔ فرانسوی kontrol به‌عنوان اسم مصدر همراه با فعلی کمکی et توجه کنید.
| Türkiye'nin AB'ye girmemesi ve İslam dünyasına yaklaşması halinde şeriatçılığın kucağına itilmiş olacağını söyleyen Fransız senatör Duireux, İslami akımların kontrol edilmesi gerektiğini belirtti. | ترکیه به-اتحادیهٔ-اروپا وارد-نشدنش و اسلام به-دنیایش نزدیک-شدنش در-حالش شریعتمدار-بودن به-آغوشش هل-داده-شده خواهد-شدنش-را گویان فرانسوی سناتور دوریو، اسلامی جریانات کنترل شدنش لازم-بودنش-را مشخص-کرد. |

به عبارت دیگر

دوریو، سناتور فرانسوی، که می‌گوید ترکیه با وارد نشدن به اتحادیهٔ اروپا و نزدیک شدن به دنیای اسلام، به سمت طرفداران شریعت هل داده خواهد شد، توضیح داد که لازم است جریانات اسلامی را کنترل کرد.

### تشدید
صفات در ترکی با استفاده از پیشوندهای تشدید (pekiştirme) شدت می‌یابند.
اگر صفت با همخوان آغاز شود، پیشوند نیز از همان همخوان و واکهٔ بعدی به اضافهٔ یکی از حروف m یا p یا r یا s تشکیل می‌شود. پیش‌فرض حرف p است که رایج‌ترین نیز هست. r و m به‌ندرت به کار می‌روند. انتخاب حرف آخر بر هیچ قاعدهٔ خاصی استوار نیست. به نظر می‌رسد حرفی انتخاب می‌شود که کمترین شباهت را به همخوان‌های صفت پایه داشته باشد، به‌ویژه متفاوت از همخوان‌های نخست و دوم.
- siyah «سیاه» ← simsiyah «سیاه‌سوخته»
- güzel «زیبا» ← güpgüzel «خیلی زیبا»
- temiz «تمیز» ← tertemiz «ترتمیز»
- katı «سخت» ← kaskatı «سرسخت»

اگر صفت با واکه آغاز شود، پیشوند با همان واکه و حرف p تشکیل می‌شود:
- uzun «بلند» ← upuzun «خیلی بلند»

گاه واکه نیز بعد از همخوان می‌آید:
- sağlam «سالم» ← sapasağlam «سروسالم» (همچنین sapsağlam)
- yalnız «تنها» ← yapayalnız «تک‌وتنها» (همچنین yapyalnız)
- gündüz «روز» ← güpegündüz «روز روشن» (همچنین güpgündüz)
- çevre «محیط» ← çepeçevre «دور و بر» (همچنین çepçevre)
- tıp «طب» ← tıpatıp «دقیقاً»

پیشوندهای بی‌قاعده هم هستند:
- çıplak «لخت» ← çırılçıplak «لخت و عور» (همچنین çırçıplak و çırçıplak)
- sıklam «» ← sırılsıklam «خیس خیس» (همچنین sırsıklam)
- karışık «قاطی» ← karmakarışık «قره‌قاطی»
- dağınık «شلخته» ← darmadağınık «پخش‌وپلا» (همچنین dapdağınık و dasdağınık)
- renk «رنگ» ← rengârenk «رنگارنگ»
- deli «خُل» ← zırdeli «خل‌وچل»
- parça «تکه» ← paramparça «تکه‌پاره»

برخی صفات به چند صورت تشدید می‌شوند:
- düz «صاف»: düpdüz (۲۴٫۱٪) و dümdüz (۷۸٫۱٪) («صاف و صوف»، دو صورت) (صورت بی‌قاعدهٔ düpedüz نیز هست)
- yaş «تازه»: yapyaş (۴۴٫۸٪) و yamyaş (۵۸٫۶٪) («تر و تازه»، دو صورت)
- sefil «بدبخت»: sepsefil (۲۴٫۱٪) و semsefil (۶٫۸٪) و sersefil (۶۶٫۶٪) («بدبخت بیچاره»، سه صورت)
- geniş «گشاد»: gepgeniş (۷۷٪) و gemgeniş (۹٫۱۵٪) و gesgeniş (۶٫۸٪) و gergeniş (۵٫۷٪) («گل‌وگشاد»، چهار صورت)
- topaç «فرفره»: toptopaç (۴۷٫۱۵٪) و tomtopaç (۵٫۷۵٪) و tostopaç (۳۳٫۳٪) و tortopaç (۳٫۴٪) («»، چهار صورت)

این فرایند مرکب اتباعی نیز نامیده می‌شود و فقط بر برخی از صفات رایج معین اعمال می‌شود که شمار آنان در منابع بین ۱۰۰ تا ۲۱۵ آمده‌است، نه بر صفات تازه‌ای که به ترکی اضافه می‌شود. با وجود این، اگر از گویشوران بومی خواسته شود می‌توانند صورت‌های جدیدی ایجاد کنند.

## قیدها
قید منفی‌ساز değil است. از این قید برای منفی کردن جملاتی استفاده می‌شود که فعل ندارند یا فعل var دارند؛ در نتیجه پایانهٔ شخصی مناسب نیز به آن اضافه می‌شود.
Evde değilim «در خانه نیستم.»
برخی از قیدها از فعل مشتق شده‌اند:
پایانهٔ ‎-e در موارد زیر دیده می‌شود:
Güle güle «خندان [باشید]» (خداحافظی با کسی که محل را ترک می‌کند)؛
Güle güle kullanın «خندان [ازش] استفاده کنید» (به کسی که چیز جدیدی خریده یا به دست آورده گفته می‌شود)؛
| Beşe çeyrek kala kalktım.        |        |       |         |
| Beşe                             | çeyrek | kala  | kalktım |
| به-پنج                           | چارک   | مانده | برخاستم |
| «یک ربع به پنج از خواب برخاستم.» |        |       |         |
| Onu yirmi geçe uyudun.     |       |       |         |
| Onu                        | yirmi | geçe  | uyudun  |
| ده-را                      | بیست  | گذشته | خوابیدی |
| «ده و بیست دقیقه خوابیدی.» |       |       |         |
پایانهٔ ‎-erek عملی که همزمان یا قبل از فعلی دیگر انجام گرفته را مشخص می‌کند:
| Geceyi konuşarak geçirdik.       |           |          |
| Geceyi                           | konuşarak | geçirdik |
| شب-را                            | صحبت‌کنان  | گذراندیم |
| «شب را به صحبت کردن سپری کردیم.» |           |          |
| Akıl yürüterek bu sonuca ulaşıyorum. |           |     |        |            |
| Akıl                                 | yürüterek | bu  | sonuca | ulaşıyorum |
| عقل                                  | پیش‌راننده | این | نتیجه  | می‌رسم      |
| «با تعقل به این نتیجه می‌رسم.»        |           |     |        |            |
| Doğaya en az zarar vererek yaşamak    |      |    |       |         |            |
| Doğaya                                | en   | az | zarar | vererek | yaşamak    |
| به-طبیعت                              | ترین | کم | ضرر   | دهنده   | زندگی-کردن |
| «زیستن با رساندن کمترین ضرر به طبیعت» |      |    |       |         |            |
از ol-‎ «بودن، شدن» olarak پدید می‌آید که عبارت‌هایی قیدی می‌سازد که در فارسی مشابهشان با لفظ «به‌عنوان» ساخته می‌شود:
| Size bir dost olarak söylüyorum. |     |      |         |            |
| Size                             | bir | dost | olarak  | söylüyorum |
| به-تو                            | یک  | دوست | به‌عنوان | می‌گویم     |
| «به‌عنوان یک دوست به تو می‌گویم.»  |     |      |         |            |
ciddi olarak «جداً» (ciddi «جدی»)
پایانهٔ ‎-meden وقتی به پایهٔ افعال اضافه می‌شود شبیه به اسم مصدر در حالت ازی می‌ماند، اما چنین نیست.
این پسوند عملی را بیان می‌کند که اصلاً اتفاق نیفتاده، یا پس از فعل اصلی اتفاق افتاده‌است:
Bakmadan atlama «بدون نگاه کردن نپر»؛
Bakmadan önce atlama «قبل از نگاه کردن نپر.»
| Bir soruyu cevaplamadan tartışmak, tartışmadan cevaplamaktan iyidir. |         |                |           |               |               |          |
| Bir                                                                  | soruyu  | cevaplamadan   | tartışmak | tartışmadan   | cevaplamaktan | iyidir   |
| یک                                                                   | سؤال-را | بدون-جواب-دادن | بحث-کردن  | بدون-بحث-کردن | از-جواب-دادن  | بهتر-است |
| «بهتر است بدون جواب دادن بحث کرد تا اینکه بدون بحث کردن جواب داد.»   |         |                |           |               |               |          |
sonra «بعد» مکمل önce «قبل» است، که می‌تواند به واسطهٔ پایانهٔ ‎-dikten پس از پایهٔ افعال بیاید:
Baktıktan sonra atla «پس از نگاه کردن، بپر»؛
Ayşe baktıktan sonra Neşe atladı «بعد از اینکه عایشه نگاه کرد، نشه پرید.»
مفهوم همزمانی با استفاده از iken یا صورت پسوندی‌اش (که البته پی‌بست نیست) یعنی ‎-(y)ken بیان می‌شود، اما اگر بعد از فعل بیاید، فعل نه به‌صورت ستاک بلکه به‌صورت پایه می‌آید؛ بخش #پایه‌های افعال را ببینید.
Eve girmekteyken, bir şey hatırladım «همزمان با ورود به خانه، چیزی به خاطر آوردم»؛
Ben eve girmekteyken, telefon çaldı «همزمان با ورودم به خانه، تلفن زنگ زد»
اگر دو فعل با یک صورت دستوری نهاد یکسانی داشته باشند، پایانه‌های فعل اول را می‌توان با ‎-ip جایگزین کرد. مثال بخش صفات فعلی را ببینید.

## ضمایر
ضمیر شخصی سوم شخص o «او» چنان صرف می‌شود که گویی اسم on است.
سایر ضمایر، ben «من»، sen «تو»، biz «ما»، siz «شما»، همچون اسم صرف می‌شوند جز تغییر واکه در حالت برایی و سامان‌گریزی در حالت اضافی. حالت ابزاری همهٔ ضمایر شخصی به استثنای onlar به کمک حالت اضافی این ضمایر ساخته می‌شود.
|        | مفرد    | مفرد    | مفرد   | جمع     | جمع     | جمع      |
|        | اول     | دوم     | سوم    | اول     | دوم     | سوم      |
| ------ | ------- | ------- | ------ | ------- | ------- | -------- |
| مطلق   | ben     | sen     | o      | biz     | siz     | onlar    |
| مفعولی | beni    | seni    | onu    | bizi    | sizi    | onları   |
| برایی  | bana    | sana    | ona    | bize    | size    | onlara   |
| دری    | bende   | sende   | onda   | bizde   | sizde   | onlarda  |
| ازی    | benden  | senden  | ondan  | bizden  | sizden  | onlardan |
| اضافی  | benim   | senin   | onun   | bizim   | sizin   | onların  |
| ابزاری | benimle | seninle | onunla | bizimle | sizinle | onlarla  |

حالت مطلق ضمایر معمولاً فقط برای تأکید به کار می‌رود:
—Nasılsınız?‎ «چطورید؟»
—İyiyim; siz nasılsınız?‎ «خوبم؛ شما چطورید؟»
—Ben de iyiyim.‎ «من هم خوبم.»
ضمیر سوم شخص می‌تواند در رفع ابهامی که بالاتر ذکر شد کمک کند:
| onların fikri     | «فکر آن‌ها»    |
| onların fikirleri | «فکرهای آن‌ها» |
| onun fikirleri    | «فکرهای او»   |

ضمیر o همچنین یکی از ضمایر اشاره هم هست:
- o «آن»؛
- bu «این»؛
- şu «این یا آن» (شیء مورد اشاره).

این دو تای آخر همچون o صرف می‌شوند یعنی طوری صرف می‌شوند که گویی bun و şun بوده‌اند و حالت ابزاری‌شان با کمک حالت اضافی‌شان ساخته می‌شود.
ضمایر (و صفات) پرسشی این‌هایند:
- kim «که»؛
- ne «چه»؛
- hangi «کدام»؛
- kaç «چقدر».

این پرسش‌واژه‌ها در سؤال‌های داخل جمله می‌آیند اما نقش موصول را ایفا نمی‌کنند:
Buzdolabında kaç tane var, o bilir.‎ – «او می‌داند چند تا در یخچال است.»
پسوند ‎-ki «که» نقش موصول را ایفا می‌کند و در ترکی همچون فارسی بند موصولی می‌سازد. این پسوند، جز در پاره‌ای استثنائات رایج، تحت هماهنگی واکه‌ای قرار نمی‌گیرد:
benimki – «که مال من است»
buzdolabındaki bira – «آبجویی که داخل یخچال است» (بدون هماهنگی واکه‌ای)
bugünkü – «که مال امروز است»، «امروزی» (با هماهنگی واکه‌ای)
dünkü – «که مال دیروز است»، «دیروزی» (با هماهنگی واکه‌ای)
ضمیر مشترک (dönüşlü zamir از dön-‎ «بازگشتن») در ترکی kendi «خود» است:
Kendi kendinden korkma – «خودت از خودت نترس.»
بسیاری از صفات نامعین با گرفتن پایانهٔ حالات می‌توانند در نقش ضمیر به کار روند.

## افعال

### ستاک‌های فعل
بسیاری از ستاک‌های ضبط‌شده در فرهنگ‌های لغت تجزیه‌ناپذیر هستند، اما برخی نیز متشکل از پایانه‌هایی هستند که به یک ریشه وصل شده‌اند.

#### ستاک‌های فعلْ مشتق از اسم
ستاک فعل temizle-‎ «تمیز کردن» متشکل از صفت temiz «تمیز» و پسوند ‎-le است. به این پسوند قبلاً در بخش #اجزای کلام حین بحث دربارهٔ فعل köpekle-‎ اشاره کردیم. بسیاری از افعال از افزودن ‎-le به اسامی و صفات تشکیل می‌شوند:
| اسم         | فعل                                   |
| ----------- | ------------------------------------- |
| baş «سر»    | başle-‎ «سر کردن»، که یعنی «شروع کردن» |
| kilit «قفل» | kilitle-‎ «قفل کردن»                   |
| kir «چرک»   | kirle-‎ «چرک کردن» یا «کثیف کردن»      |

#### جهت
ریشه‌های فعل یا ستاک‌های فعل که به ‎-le مختومند را می‌توان با افزونه‌هایی گسترش داد. این افزونه‌ها، در صورت حضور، به ترتیب زیر می‌آیند و جهت فعل را مشخص می‌کنند:
| جهت     | پایانه                     | توضیحات                                                                 |
| ------- | -------------------------- | ----------------------------------------------------------------------- |
| انعکاسی | ‎-(i)n                      |                                                                         |
| دوسویه  | ‎-(i)ş                      |                                                                         |
| سببی    | ‎-t                         | پس از ستاک‌های چندهجایی مختوم به ‎-l و ‎-r، یا یک واکه؛ و                  |
| سببی    | ‎-dir                       | در مابقی موارد؛ بجز:                                                    |
| سببی    | ‎-ir, ‎-er, ‎-it              | پس از برخی ستاک‌های تک‌هجایی؛ و                                           |
| سببی    | چند صورت استثنایی نیز هست. |                                                                         |
| مجهول   | ‎-il                        | پس از ستاک‌های مختوم به همخوان بجز ‎-l؛ در غیر این صورت یکسان با انعکاسی. |
ممکن است این پایانه‌ها تصریفی (به همان معنای ذکرشده در § مقدمه) به نظر آیند، اما معنایشان همیشه از روی ظاهرشان راحت به دست نمی‌آید و فرهنگ‌های لغت نیز معمولاً آن‌ها را جداگانه ضبط می‌کنند، بنابراین به این اعتبار پایانه‌های سازنده (اشتقاقی) هستند.
افزونهٔ سببی فعل ناگذر را گذرا می‌کند یا ظرفیت فعل گذرا را بیشتر می‌کند. افزونه‌های دوسویه و سببی همراه با هم افزونهٔ مکرر ‎-(i)ştir را پدید می‌آورند:
| ریشه/ستاک فعل   | فعل جدید              | جهت                                |
| --------------- | --------------------- | ---------------------------------- |
| bul «پیدا کردن» | buluş «ملاقات کردن»   | ‎-uş (دوسویه)                       |
| bul «پیدا کردن» | bulun «یافت شدن»      | ‎-un (انعکاسی)                      |
| yıka «شستن»     | yıkan «حمام کردن»     | ‎-n (انعکاسی)                       |
| yıka «شستن»     | yıkanıl «شسته شدن»    | ‎-n (انعکاسی) + ‎-ıl (مجهول)         |
| kayna «جوشیدن»  | kaynat «جوشاندن»      | ‎-t (سببی)                          |
| öl «مردن»       | öldür «کشتن»          | ‎-dür (سببی)                        |
| öldür «کشتن»    | öldürt «به کشتن دادن» | ‎-t (سببی)                          |
| ara «جُستن»      | araştır «تحقیق کردن»  | ‎-ş (دوسویه) + ‎-tır (سببی) = (مکرر) |

#### نفی و توانستن در ستاک‌های فعل
ستاک‌های ضبط‌شده در فرهنگ‌های لغت مثبت هستند و می‌توان:
- آن‌ها را با افزودن ‎-me منفی کرد؛
- با افزودن ‎-e و سپس ‎-me مفهوم نتوانستن را به آن‌ها افزود.

می‌توان با افزودن ‎-e و سپس ‎-bil به هر یک از این سه نوع ستاک، مفهوم توانایی را رساند. ‎-bil پی‌بست نیست، بلکه نمایندهٔ فعل bil-‎ «دانستن، توانستن» است. هجای اول پایانهٔ ناتوانی بازماندهٔ فعل منسوخ u-‎ «توان داشتن» است.
در نتیجه، شش نوع ستاک هست:
| ترکی         | فارسی                     |
| ------------ | ------------------------- |
| gel-         | «آمدن»                    |
| gelme-       | «نیامدن»                  |
| geleme-      | «نتوانستن آمدن»           |
| gelebil-     | «توانستن آمدن»            |
| gelmeyebil-  | «ممکن بودن نیامدن»        |
| gelemeyebil- | «ممکن بودن نتوانستن آمدن» |
از این ستاک‌ها برای زمان گسترده (geniş zaman) استفاده نمی‌شود، زیرا روش‌های مخصوص به خود را برای ساخت‌های منفی و توانی دارد.
توجه کنید که ‎-ebil یکی از افعالی است که می‌توانند به افعال دیگر اضافه شوند و مفاهیمی را به معنایشان بیفزایند. بخش #افعال کمکی را ببینید.

### پایه‌های فعل
مشخصه‌هایی که پایه‌های فعل به کمک آن‌ها از ستاک‌ها ساخته می‌شوند ذیل § پسوندهای تصریفی آمده‌اند. مجدداً توجه کنید که فعل‌های زمان گسترده صورت‌های منفی و ناتوانی مخصوص به خود را می‌دارند.
پایهٔ استمراری که با ‎-mekte ساخته می‌شود قبلاً ذیل § اسامی مصدر بحث شده‌است.
پایهٔ بایستگی (gereklilik) نیز از اسم مصدر ساخته می‌شود.
مشخصهٔ آن ‎-meli است که در آن ‎-li از اسم صفت می‌سازد و ‎-me از ستاک فعل اسم مصدر می‌سازد.
ممکن است گویشوران بومی پایانهٔ ‎-meli را تجزیه‌ناپذیر بپندارند؛ تحلیلی که در اینجا ارائه شده برداشت جفری لوئیس است.
پایهٔ حال از فعل باستانی yorı-‎ «رفتن، راه رفتن» اخذ شده؛ از این پایه می‌توان برای کنش‌های در جریان یا کنش‌های آینده که درباره‌شان فکر می‌شود استفاده کرد.
معنای پایهٔ فعل گسترده ذیل #صفات فعلی شرح داده شد.
قدری بی‌نظمی در اول شخص منفی و ناتوانی فعل‌های گسترده هست. صورت کامل پایهٔ ‎-mez (یا ‎(y)emez) قبل از حرف پرسشی mi ظاهر می‌شود:
gelmem «نمی‌آیم» (مقایسه کنید با gelmez miyim «آیا نمی‌آیم؟»)
gelmeyiz «نمی‌آییم» (مقایسه کنید با gelmez miyiz «آیا نمی‌آییم؟»)
گذشتهٔ معین یا گذشتهٔ diدار برای بیان اینکه اتفاقی در گذشته روی داده استفاده می‌شود. از گذشتهٔ نقلی یا گذشتهٔ mişدار چنین برداشت می‌شود که اتفاقی که در گذشته رخ داده در زمان حال هنوز پابرجاست؛ در نتیجه این زمان وقتی استفاده می‌شود که نفس رخ دادن عمل در گذشته مهم نیست (نتیجه‌اش که هنوز پابرجاست مهم است)؛ به‌طور خاص، گذشتهٔ نقلی زمانی استفاده می‌شود که شخص رخ دادن عمل را به چشم خود ندیده‌است.
روزنامه‌ها معمولاً از گذشتهٔ diدار استفاده می‌کنند، چرا که قرار است معتبر باشند. نیاز به نشان دادن شک و استنتاج با استفاده از گذشتهٔ mişدار شاید دلیل استفادهٔ گسترده از ki «که» در بریدهٔ روزنامه در واژگان ترکی استانبولی#حرف ربط که را توضیح دهد.
فعلی شرطی را می‌توان فرضی هم نامید؛ از این افعال برای امکان‌های بعید، یا آرزوها استفاده می‌شود (#پایه‌های مرکب را نیز ببینید).
در نتیجه پایه‌های گوناگونی زمان و نمود و وجه فعل را مشخص می‌کنند. این پایه‌ها را می‌توان در جدول زیر خلاصه کرد:
| صورت            | پسوند      | فعل         | ترجمهٔ فارسی      |
| --------------- | ---------- | ----------- | ---------------- |
| استمراری        | -mekte     | gelmekteyim | «دارم می‌آیم»     |
| بایستگی         | -meli      | gelmeliyim  | «باید بیایم»     |
| مثبت            | -(i/e)r    | gelirim     | «می‌آیم»          |
| منفی            | -me(z)     | gelmem      | «نمی‌آیم»         |
| ناتوانی         | -(y)eme(z) | gelemem     | «نمی‌توانم بیایم» |
| آینده           | -(y)ecek   | geleceğim   | «خواهم آمد»      |
| گذشتهٔ نقلی      | -miş       | gelmişim    | «آمده‌ام»         |
| حال/ناکامل      | -iyor      | geliyorum   | «می‌آیم»          |
| کامل/گذشتهٔ معین | -di        | geldim      | «آمدم»           |
| شرطی            | -se        | gelsem      | «بیایم»          |

### پرسشی
حرف پرسشی mi قبل از پایانه‌های اسنادی (نوع I) می‌آید (بجز در سوم شخص جمع ‎-ler)؛ اما اگر فعل با پایانه‌های نوع II ساخته شود، بعد از صورت کامل فعل می‌آید:
Geliyor musunuz?‎ «آیا می‌آیید؟» (اما: Geliyorlar mı?‎ «آیا می‌آیند؟»)
Geldiniz mi?‎ «آیا آمدید؟»

### وجوه تمنایی و امری
معمولاً در وجه تمنایی (istek kipi) فقط صورت‌های شخص اول به کار می‌روند، و اینان نبود صورت‌های شخص اول در وجه امری (emir kipi) را جبران می‌کنند؛ بنابراین در عمل، فقط یک مجموعه پایانه برای بیان خواسته‌ها وجود دارد.
| شمار | شخص | پایانه     | مثال      | ترجمهٔ فارسی |
| ---- | --- | ---------- | --------- | ----------- |
| مفرد | اول | ‎-(y)eyim   | geleyim   | «بیایم»     |
| مفرد | دوم | —          | gel       | «بیا»       |
| مفرد | سوم | ‎-sin       | gelsin    | «بیاید»     |
| جمع  | اول | ‎-(y)elim   | gelelim   | «بیاییم»    |
| جمع  | دوم | ‎-(y)in(iz) | gelin     | «بیایید»    |
| جمع  | سوم | ‎-sinler    | gelsinler | «بیایند»    |

### فعل ناقص i-‎
فعل باستانی er-‎ در ترکی در سه پایه هنوز زنده مانده‌است:
- imiş،
- idi،
- ise.

صورت iken که در بخش #قیدها شرح داده شد نیز بازماندهٔ er-‎ است.
از آنجایی که پایه‌های دیگر روی ستاک i-‎ ساخته نمی‌شوند، این فعل را می‌توان ناقص خواند. به‌طور خاص، i-‎ ستاک‌های منفی و ناتوانی تشکیل نمی‌دهد؛ منفی کردن آن با کمک #قید منفی‌ساز، değil، صورت می‌گیرد که پیشتر شرح داده شد.
پایه‌های i-‎ اغلب بدون تغییر معنا دادن به شکل پسوندهای پایه‌ساز در می‌آیند؛ پسوندهای متناظر این‌هایند:
- ‎-(y)miş،
- ‎-(y)di،
- ‎-(y)se،

که در آن‌ها y فقط پس از واکه‌ها ظاهر می‌شود. به‌عنوان مثال، جفت Hasta imiş و Hastaymış به معنای «بیمار شده‌است» هستند.
فعل i-‎ در نقش فعل ربطی ظاهر می‌شود. وقتی به فعل ربطی نیاز است، ولی پایهٔ مناسب از i-‎ وجود ندارد، پایهٔ متناظر از ol-‎ به کار می‌رود؛ این ستاک اخیرالذکر در سایر جاها به معنای «شدن» است.
نحوهٔ استفاده از فعل i-‎ در سؤالات خلاف قاعدهٔ معمول است: حرف mi همیشه قبل از فعل ناقص می‌آید.
Kuş idi یا Kuştu «پرنده بود»؛
Kuş muydu?‎ «آیا پرنده بود؟»

### پایه‌های مرکب
پایه‌هایی را که تا اینجا توضیح داده شدند می‌توان ساده خواند. پایه‌های i-‎ می‌توانند به پایه‌های دیگر متصل شوند و پایه‌های مرکب تشکیل دهند. فهرست زیر کامل نیست و فقط چند مورد را نمایندگی می‌کند:
- زمان‌های گذشته:
  - گذشتهٔ استمراری: geliyordum «می‌آمدم»؛
  - گذشتهٔ گسترده: gelirdim «هی می‌آمدم»؛
  - آینده در گذشته: gelecektim «قصد داشتم بیایم»؛
  - گذشتهٔ بعید: gelmiştim «آمده بودم»؛
  - گذشتهٔ بایستگی: gelmeliydim «باید می‌آمدم»؛
  - گذشتهٔ شرطی: gelseydim «اگر آمده بودم».
- زمان‌های نقلی:
  - نقلی استمراری: geliyormuşum «می‌آمده‌ام»؛
  - نقلی آینده: gelecekmişim «[انگار] خواهم آمد»؛
  - نقلی گسترده: gelirmişim «[انگار] می‌آیم»؛
  - نقلی بایستگی: gelmeliymişim «[می‌گویند] باید می‌آمده‌ام».

فعل با استفاده از ise یا ‎-(y)se شرطی می‌شود به این معنی که بند شرط (در مقابل جزای/جواب شرط) جملهٔ شرطیه را مشخص می‌کند:
önemli bir şey yapıyorsunuz «کار مهمی می‌کنید»؛
Önemli bir şey yapıyorsanız, rahatsız etmeyelim.‎ «اگر کار مهمی می‌کنید، مزاحمتان نشویم.»
شرطی ساده برای شرایط محال استفاده می‌شود:
Bakmakla öğrenilse, köpekler kasap olurdu.‎ «اگر با نگاه کردن می‌شد یاد گرفت، سگ‌ها قصاب می‌شدند.»

## یادداشت
1. ↑  Ali نامی مردانه است و Zeynep نامی زنانه.
2. ↑  Fox اسم مردانهٔ خارجی است و Dana اسم زنانهٔ خارجی.
3. ↑  Redhouse Turkish-English Dictionary
4. ↑  ترجمهٔ تحت‌اللفظی آن دندان سگی است.
5. ↑  anacoluthon
6. ↑  نمود ناکامل اغلب «حال» نامیده می‌شود، هرچند در واقع زمان حال نیست.
7. ↑  نمود کامل اغلب «گذشتهٔ معین» نامیده می‌شود، هرچند در واقع زمان گذشته نیست.
8. ↑  inflectional marker
9. ↑  یا «زمان شیشه شکستن علی را می‌دانستم.»
10. ↑  جمله مبهم است و معلوم نیست گوینده یک نفر است که خودش را با دنیز جمع بسته و از شناسهٔ جمع استفاده کرده یا واقعاً چند نفر بوده‌اند که از یک طرف با دنیز از طرف دیگر صحبت کرده‌اند.
11. ↑  جمله مبهم است و معلوم نیست گوینده یک نفر است که خودش را با او جمع بسته و از شناسهٔ جمع استفاده کرده یا واقعاً چند نفر گوینده بوده‌اند که با او صحبت کرده‌اند.
12. ↑  sesini به معنای صدایش-را هم هست.
13. ↑  ترجمهٔ دیگر این جمله «دوست دارم صدایش را بشنوم» است.
14. ↑  نه الزاماً در معنی مذهبی، صرفاً دیدار یا بازدید کردن
15. ↑  یا «نه به اندازهٔ سربْ سنگین»
16. ↑  یا به قولی «ضمیر انعکاسی»